# Cima di Ghez
La Cima Ghez (2713 m s.l.m.), è una montagna delle Dolomiti di Brenta, principale elevazione del sottogruppo SOIUSA denominato Sottogruppo del Ghez.
Quest'ultimo, costituito quasi unicamente dalla imponente mole dell'omonima cima e dalle sue propaggini, separa la Val d'Ambiez dal Lago di Molveno e si spinge fino all'abitato di San Lorenzo in Banale.

## Descrizione
(Gino Buscaini e Ettore Castiglioni, Dolomiti di Brenta)
La Cima Ghez è il punto più elevato della massiccio che separa la Val d'Ambiez dal Lago di Molveno.
Dalla vetta si estende verso Sud un marcato crestone, in gran parte erboso e piuttosto affilato, che con alcune cimette secondarie arriva fino al paese di San Lorenzo in Banale.
Verso nord invece precipita con severa ed imponente parete rocciosa sulla Busa di Dalun, che si protrae fino all sua anticima ad est (2623 m s.l.m.).
Dalla cima è possibile godere di un ampio panorama: dalle Dolomiti di Brenta al settore meridionale delle Alpi Trentine.
In particolare risulta una delle poche cime del gruppo dalla cui sommità è possibile vedere la città di Trento.
Le caratteristiche topografiche della montagna sono una prominenza di 290m e un isolamento di 2.22km.

## Storia
Con ogni probabilità la cima è stata salita da cacciatori prima dell'avvento dell'era alpinistica; la prima ascensione documentata è avvenuta da parte di Adolf Gstirner e Matteo Nicolussi il 7 agosto 1893 in traversata dal Doss di Dalun.
L'imponente parete Nord venne vinta il 7 settembre 1934 da Matteo Armani e Ettore Gasperini-Medaia che aprirono la via Gran Diedro Nord-ovest, ripetuta solo nel 1970.

## Ascensione
L'ascensione alla cima è abbastanza rara; sono quattro le vie di salita più comuni.
- Cresta sud. Itinerario più frequentato, salita faticosa ma senza eccessive difficoltà. Partendo dal Rifugio Alpenrose (1080 m) si sale per ripidi prati alla selletta (2210 m) subito a nord del Dos delle Saette quindi per cresta fino alla cima superando anche il Dos d'Arnal (2340 m).[9]
- Versante est. Dal Rifugio Alpenrose (1080 m) si procede in direzione dei Rossati fino a Val Dorè inoltrata quindi si sale alla cima dal ripido versante orientale.[10]
- Per il Pas de la Gias. Itinerario alpinistico spesso compiuto nell'attraversata dal Doss di Dalun. Dal Rifugio Cacciatore (1860 m) si sale per grossi sassi e ghiaioni la Val Dalun fino al suo margine orientale dove si rimonta la parete di 150 metri compiendo un percorso a «Z». Quindi si percorrono gli ultimi 500 metri di cresta esposta.[11]
- Canalone sud-ovest. Spesso utilizzato in discesa, dal Rifugio Cacciatore (1860 m) per sentiero si raggiunge Malga Ben (1705 m) quindi si svolta a est per prato fino a prendere l'evidente canale che si risale stando a sinistra fino al suo margine. Si rimonta quindi a sinistra uno spallone e si prosegue per cresta fino alla cima.[12]

La parete nord-ovest che precipita per 500 metri sulla Val Dalun è solcata da diverse vie classiche e nuove di elevata difficoltà.
Le più famose vie sono:
- Diedro Armani o Gran Diedro Nord-ovest, aperta da Matteo Armani e Ettore Gasperini-Medaia nel 1934.[13]
- Pilastro Ovest, aperta da Karl Heinz Matthies e Heinz Stainkötter nel 1975.[14]
- Via Marcella per la parete Nord, aperta da Enzo bartolomedi e Heinz Stainkötter nel 1975.[15]
- Viva Dülfer, aperta da Rolando Larcher e Franco Cavallaro nel 2000.[16]
- Zigo zago, aperta da Rolando Larcher e Marco Curti nel 2019.[17]

## Galleria d'immagini

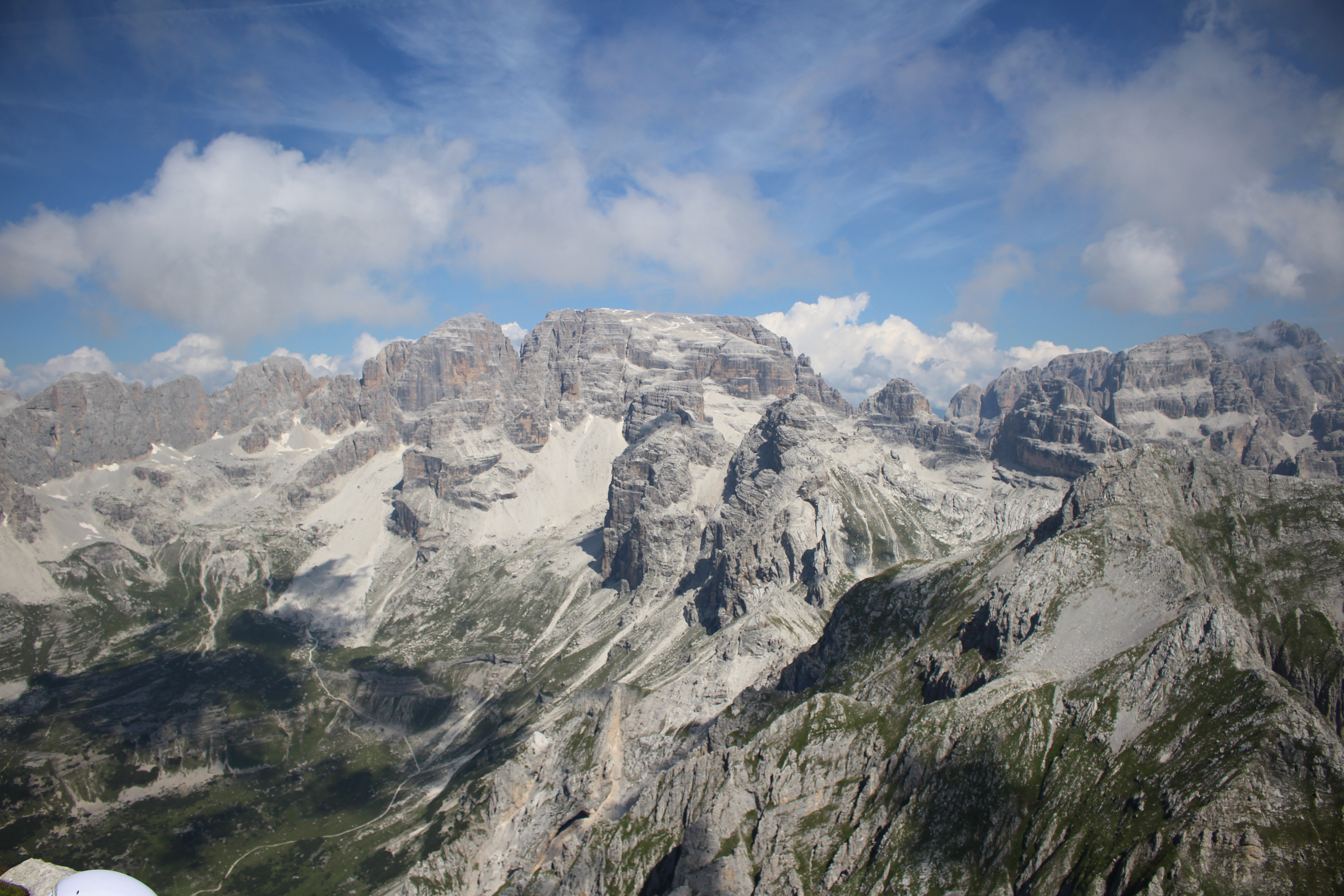
Massiccio Cima d'Ambiez - Cima Tosa visto da Cima Ghez
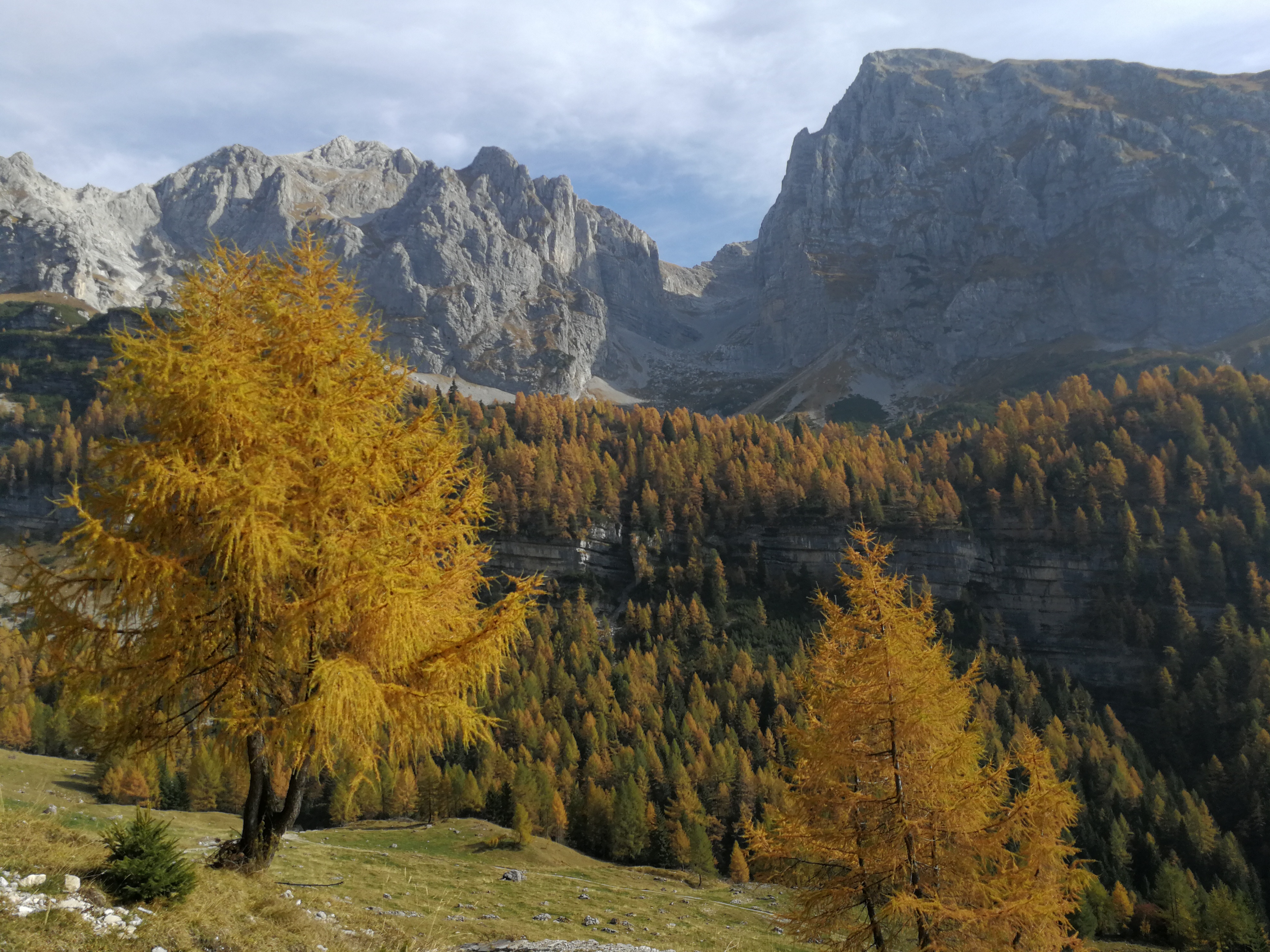
Cima di Ghez e Doss di Dalun in autunno
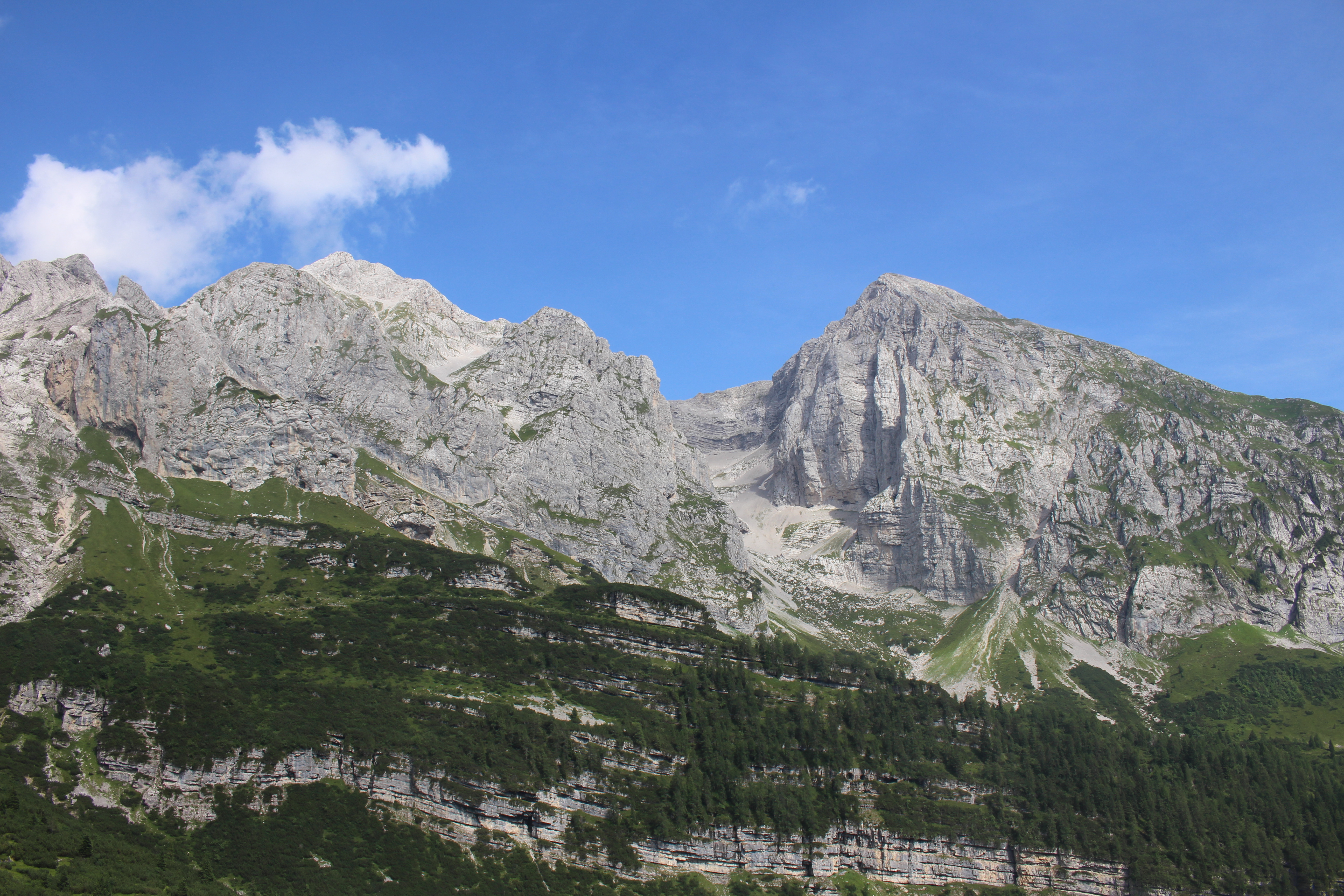
Dalun e Ghez (a destra) dall'Alta Val d'Ambiez
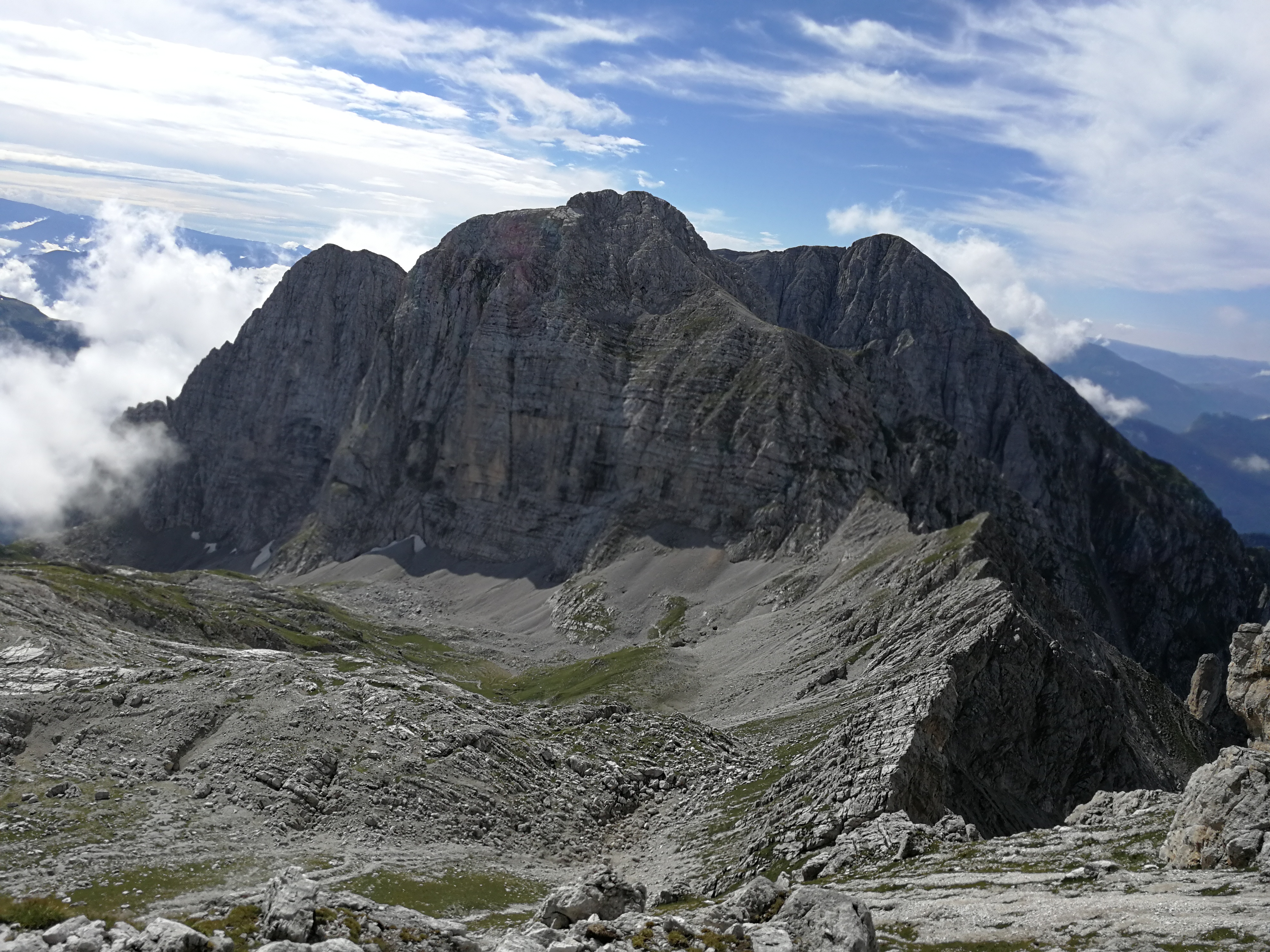
Dalun e Ghez (a destra) dalla Cima Ceda